# Bristol & District Football League
Bristol & District Football League är en engelsk fotbollsliga baserad runt Bristol. Den har sex divisioner och toppdivisionen Senior Division ligger på nivå 14 i det engelska ligasystemet.
Ligan är en matarliga till Bristol Premier Combination.  

## Mästare
| Säsong  | Senior Division                | Division One                   | Division Two                 | Division Three               | Division Four                | Division Five             | Division Six                     |
| ------- | ------------------------------ | ------------------------------ | ---------------------------- | ---------------------------- | ---------------------------- | ------------------------- | -------------------------------- |
| 2010/11 | Old Sodbury                    | Eden Grove                     | DRG Stapleton Reserves       | Portville Warriors           | Soundwell Victoria           | Real Thornbury            | Sea Mills Park Reserves          |
| 2009/10 | Made For Ever                  | Brislington Cricketers         | Eden Grove                   | DRG Stapleton Reserves       | St. George Rangers           | Soundwell Victoria        | Patchway North End               |
| 2008/09 | Lawrence Rovers                | Old Sodbury                    | Seymour United Reserves      | Eden Grove                   | Bradley Stoke Town           | Henbury 'B'               | Southmead Community Sports (Sat) |
| 2007/08 | Longwell Green Sports Reserves | Chipping Sodbury Town Reserves | Old Sodbury                  | Brislington Cricketers       | Hanham Athletic 'A'          | Impact Squad              | Portville Warriors               |
| 2006/07 | Avonmouth Village              | Soundwell Victoria             | Roman Glass St George FC 'A' | Old Sodbury                  | Brislington Cricketers       | Shaftesbury Crusaders 'A' | Bradley Stoke Town               |
| 2005/06 | Talbot Knowle                  | Avonmouth Village              | Lawrence Rovers              | Greyfriars Athletic Reserves | Hallen FC 'B'                | Eden Grove                | Longwell Green Sports FC 'B'     |
| 2004/05 | Patchway Town Reserves         | Sea Mills Park Reserves        | Hillfields Old Boys Reserves | Soundwell Victoria           | Greyfriars Athletic Reserves | Frys 'B'                  | Eden Grove                       |
| 2003/04 | Fishponds Athletic             | Talbot Knowle                  | Avonmouth Village            | Chipping Sodbury Reserves    | Soundwell Victoria           | Longshore Reserves        | Soundwell Victoria Reserves      |